# ناحیه لیچفیلد، میشیگان
ناحیه لیچفیلد (به انگلیسی: Litchfield Township) یک منطقهٔ مسکونی در ایالات متحده آمریکا است که در شهرستان هیلزدیل، میشیگان واقع شده‌است.
 ناحیه لیچفیلد  ۱٬۰۰۳ نفر جمعیت دارد و ۳۲۰ متر بالاتر از سطح دریا واقع شده‌است.